# Румунський легіон
Румунський легіон  (рум. Legiuna Română, нім. Rumänische Legion), інші назви: Волоський легіон (рум. Legiunea Vlahă, нім. Walachei Legion), Румунський добровольчий батальйон (рум. Batalionul de Voluntari Români, нім. Rumänische Kriegsfreiwilligen Baon), Волоські єгері (рум. Vânători Vlahi, нім. Walachische Jäger) — одне з національних добровольчих військових формувань у складі Австро-Угорської армії під час Першої світової війни, створене за ініціативи коменданта краю Едуарда фон Фішера в 1914 р. для вирішення завдань територіальної оборони Герцогства Буковина. Складався з місцевих румунів. Як самостійна бойова одиниця діяв до 1916 року, після чого був приєднаний до Буковинського легіону.

## Історичні передумови

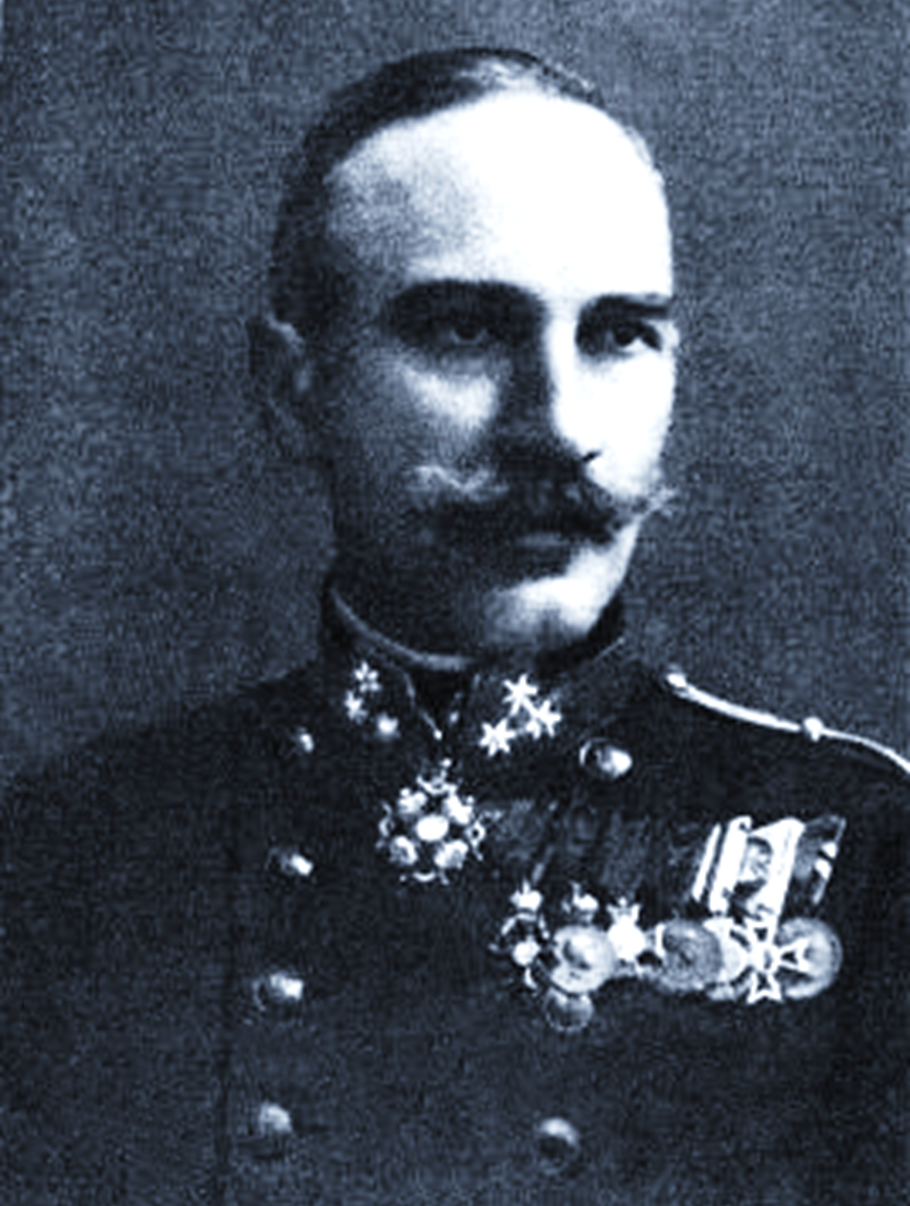
Едуард фон Фішер (1914)

Аналізуючи позицію представників народів Буковини на початок Першої світової війни, дослідники відзначають найвищі патріотичні настрої у німців та євреїв як носіїв німецьких державницьких ідей і пропагандистів війни, а також лояльність українців, які сприймали Австрію як державу з найкращими політичними умовами. Водночас, Румунське населення підтримувало досить тісні зв'язки з Румунським королівством, і настрої іредентизму набували все більшої популярності. 
Під час кампанії 1914 р. Буковина, ставши південним флангом Східного фронту, в цілому, була другорядним театром воєнних дій. За підсумками Галицької битви більшу частину Герцогства Буковина зі столицею Черновиці було окуповано (вересень 1914) російськими військами. Незважаючи на те, що трохи більше ніж за місяць край вдалося звільнити, ситуація залишалася критичною. Вже в листопаді російські війська знову заволоділи Черновицями й намагалися просунутись до карпатських перевалів, що вели у Трансільванію.

У зв'язку з тим, що основним театром воєнних дій залишалася Галичина, де точилися запеклі бої, саме там було зосереджено найбільш боєздатні сили Австро-Угорської армії. В цих умовах, з метою покращення ситуації з обороною Буковини, комендант краю — шеф місцевої жандармерії Едуард фон Фішер, котрий успішно командував угрупуванням добровольчих формувань (в основному з числа місцевих жандармів, поліціянтів, митарів, яке він називав «Буковинська армія») «армійської групи Пфланцер-Балтіни», ініціював формування національних добровольчих підрозділів з числа місцевих румунів та українців.

Якщо питаннями створенням руського легіону опікувався Микола фон Василько, то організацією Волоського легілну займався Аурел фон Ончул.

## Румунський легіон
З метою набору добровольців А.Ончул прибув до Сучави, де було поширене його звернення «До селян румунів», в якому наголошувалося на тісному зв’язку доль буковинських румунів та Австрії та містився заклик долучитися до оборони краю.

22 листопада 1914 р. біля церкви Св. Георгія, під головуванням бургомістра
Кимпулунга Г.Гуцу, відбулися збори за участю близько 2 тис. осіб, на яких прийняли резолюцію, що підтверджувала відданість місцевих румунів Габсбурзькій монархії, а також схвалили ідею створення румунського добровольчого батальйону, котрий захищатиме їхні населені пункти.
Після цього з'явився наказ за яким з кожного села мали взяти 50 рекрутів. Проте добровільно румунські селяни не зголошувалися до підрозділу, але врешті вдалося відібрати 1,5 тис. осіб. Румунських легіонерів зібрали у Кимполунзі, де їм вручили гвинтівки та чорно-жовті пов’язки.

2 грудня 1914 р. на площі міста відбулася служба та прийняття присяги. Перед легіонерами виступив з патріотичною промовою румунською мовою Е.Фішер. після цього їх приєднали до діючої армії. Першим командиром легіонерів став лейтенант Тієбергер.

Вперше підрозділ планували задіяти на фронті, коли росіяни штурмували Сучаву і могли увійти у Валя Молдовей. Рота легіонерів, підсилена взводом жандармів мали
зайняти Гура-Гумору, Капу-Кодрулуй, Ілішешть. Інша частина підрозділу отримала наказ перекрити шлях на Фрасін, Фрумосу, Арджел. У випадку атаки переважаючими силами вони по річці мали відійти до Фунду-Молдовей та Пожорити.

Власне набрані солдати були більше імпровізованими, ніж дійсними військовиками, тим паче більшість з них мала ряд хвороб і потребували лікування. Не мали вони й належної військової підготовки, через що самі страждали, порушуючи військову дисципліну.

Перший бойовий контакт з росіянами відбувся в районі Местекеніш, звідки практично бе спротиву відступили до Кимпулунга. Відступаючих легіонерів частково піймали та
стратили росіяни. Проте звідси вони відійшли на Пожориту та до Дорна Ватри. Значна частина перейшла кордон і втекла до Румунії.

У подальшому Румунський легіон ніс, переважно, допоміжну службу.

Наступним командиром батальйону став капітан Роман, пізніше капітан Чернеуцян.

На початку 1916 р. Румунський батальйон приєднали до Буковинського легіону.